# Trubbdisksnäcka
Trubbdisksnäcka (Discus ruderatus) är en snäckart som först beskrevs av W. Hartmann 1821.  Trubbdisksnäcka ingår i släktet Discus, och familjen disksnäckor. Arten är reproducerande i Sverige.